# Фишман, Константин Викторович
Константи́н Ви́кторович Фи́шман (17 декабря 1977, Тюмень) — российский футболист, полузащитник. Выступал за юношескую, молодёжную и олимпийскую сборные России.

## Карьера
Футболом начал заниматься в «Прибое», затем — в спецклассе у Виктора Княжева. Четвертьфиналист юношеского чемпионата Европы 1994.
Дебютировал в 1994 году в 16-летнем возрасте в составе тюменского «Динамо-Газовика», на тот момент являясь самым молодым футболистом, выходившим на поле в высшей лиге чемпионатов России. Считался одной самых больших надежд российского футбола. После вылета тюменцев в 1995 году перешёл в «Ростсельмаш». Отыграв два сезона за ростовчан, вернулся в родной клуб.
В начале 2000 должен был перейти в ижевский «Газовик-Газпром» из Первого дивизиона, но клубы не смогли договориться между собой, и Фишман продолжил играть за ФК «Тюмень», вылетевший к тому времени во Второй дивизион.
В начале следующего года также тренировался в составе ижевского клуба, но не подошёл команде. Сезон-2002 Фишман практически полностью пропустил из-за тяжёлой травмы.
После расформирования команды в конце 2002 года отыграл сезон во Втором дивизионе за омский «Иртыш». После этого вновь возвратился в Тюмень. В 2004 и 2005 годах ФК «Тюмень» выступал на любительском уровне, с 2006 — во втором дивизионе в зоне «Урал-Поволжье». Константин Фишман играл за основной состав команды до окончания сезона 2009 года. Сезон 2010 года провёл в дублирующем составе «Тюмени», выступавшем в третьем дивизионе российского первенства (ЛФК).
Работал детским тренером в Центре подготовки спортивного резерва ФК «Тюмень».
С декабря 2021 года работает тренером в Футбольном клубе «Дерби» (Тюмень).